# Norra Trehörningen, Västergötland
Norra Trehörningen är en sjö i Laxå kommun i Västergötland och ingår i Motala ströms huvudavrinningsområde. Sjön har en area på 0,111 kvadratkilometer och ligger 184,9 meter över havet.

## Delavrinningsområde
Norra Trehörningen ingår i det delavrinningsområde (651599-143411) som SMHI kallar för Ovan 651764-143632. Medelhöjden är 191 meter över havet och ytan är 8,3 kvadratkilometer. Det finns inga avrinningsområden uppströms utan avrinningsområdet är högsta punkten. Vattendraget som avvattnar avrinningsområdet har biflödesordning 4, vilket innebär att vattnet flödar genom totalt 4 vattendrag innan det når havet efter 162 kilometer. Avrinningsområdet består mestadels av skog (81 %). Avrinningsområdet har 1,08 kvadratkilometer vattenytor vilket ger det en sjöprocent på 4,6 %.